# 정경숙
정경숙(1975년 7월 20일 ~ )은 예전에 대한민국의 희극 배우였다. 2녀 1남 중 차녀로 태어났으며 취미는 잠자기, 특기는 CF 똑같이 흉내내기이다. 1994년 성신여대 전산학과에 입학하고 1996년 MBC 7기 개그 컨테스트에 입선 응모해 개그계에 정식 데뷔하였고 그 해 신인상도 받았다. MBC 일요일 일요일밤에 의 MC로 진출한 적도 있었는데 그 해 말 선배 개그맨 이경규 김국진 김용만 옆에 늘 서있던 미녀 MC들을 제치고 그 자리를 꿰어 찬 적도 있었다. 이후로 MBC의 테마게임과 오늘은 좋은 날 등의 개그 프로에서 인기를 누렸다. 또한 EBS의 초등학교 1학년 방학생활에서도 출연한 경험이 있었다. 현재는 방송 활동을 중단하고 전업주부로 지내고 있다.

## 활동 내역

### 방송
- MBC 일요일일요일밤에(1996~1997)
- MBC 테마게임(1996~1999)
- MBC 오늘은 좋은 날(1996~1999)
- MBC FM 라디오 밤의 디스크쇼(1998년 가수 이소라 진행시절 단 두번 게스트로 출연)
- MBC 행복충전 유쾌한 일요일(1999)
- MBC 청춘 시트콤 남자셋 여자셋(우정 출연)(1997~1999)
- MBC 청춘 시트콤 점프(우정 출연)(1999)
- MBC 개그사냥(2000)
- MBC 청춘 시트콤 가문의 영광(우정 출연)(2000)
- MBC 일일 시트콤 논스톱(우정 출연)(2000)
- MBC 오늘밤 좋은밤(2001)
- EBS 초등학교 1학년 방학생활(~2002)